# Polgármester-választások Kakucson
1990 és 2019 között nyolc polgármester-választást tartottak Kakucson.
A nyolc választás során három polgármester nyerte el a választók többségének bizalmát. 2014 óta  Kendéné Toma Mária a község első embere.
Mindig több jelölt szállt versenybe a polgármesteri tisztségért és a hivatalban lévő vezető mindig megmérettette magát. A részvételi hajlandóság rendszeresen 55% körül mozgott.
A nyolc választás összes jelöltje szervezeti támogatás nélkül állt rajtvonalhoz.

## Háttér
A háromezer fős település Pest vármegye déli sávjában található. A 19. század vége óta mindenkor Dabas környékéhez tartozott, 2013 óta a Dabasi járás része.
1946-ban az addig Kakucshoz tartozó területekből jött létre Inárcs település.
A 1973 áprilisától Kakucs és Inárcs közös tanácsot alkotott, amelynek székhelye az akkor már nagyobb népességű Inárcson volt. 1985-ben a közös tanács elnöke  Jeszenszki József, a tanácselnök-helyettes és egyben a kakucsi elöljáróság vezetője pedig Erős József volt.
1989 májusában népszavazást tartottak az önállósodásról, amelyen a polgárok elsöprő többsége az elszakadásra szavazott. Ennek megfelelően 1990. január 1-jétől újra önállóan igazgatta magát a település. A község tanácselnöke az elöljáróság addig vezetője, Erős József lett.
| A szétválási népszavazás végeredménye (1989) | A szétválási népszavazás végeredménye (1989) | A szétválási népszavazás végeredménye (1989) | A szétválási népszavazás végeredménye (1989) | A szétválási népszavazás végeredménye (1989) | A szétválási népszavazás végeredménye (1989) | A szétválási népszavazás végeredménye (1989) |
|                                              |                                              |                                              |                                              | jogosultak arányában                         | szavazók arányában                           | érvényes szavazatok arányában                |
| -------------------------------------------- | -------------------------------------------- | -------------------------------------------- | -------------------------------------------- | -------------------------------------------- | -------------------------------------------- | -------------------------------------------- |
| Választójogosult                             | Választójogosult                             | Választójogosult                             | 1 788                                        |                                              |                                              |                                              |
|                                              | Szavazó                                      | Szavazó                                      | 1 562                                        | 87,4%                                        |                                              |                                              |
|                                              | érvényes szavazat                            | 1 555                                        | 87,0%                                        | 99,6%                                        |                                              |                                              |
| érvénytelen és hiányzó                       | 7                                            | 0,4%                                         | 0,4%                                         |                                              |                                              |                                              |
| Távolmaradó                                  | Távolmaradó                                  | 226                                          | 12,6%                                        |                                              |                                              |                                              |
|                                              |                                              |                                              |                                              |                                              |                                              |                                              |
| ✓                                            | ✓                                            | Igen szavazat                                | 1 500                                        | 83,9%                                        | 96,0%                                        | 96,5%                                        |
| ✗                                            | ✗                                            | Nem szavazat                                 | 55                                           | 3,1%                                         | 3,5%                                         | 3,5%                                         |
|                                              |                                              |                                              |                                              |                                              |                                              |                                              |

### Alapadatok
| Év   | Jelöltek | Részvétel |
| ---- | -------- | --------- |
| 1994 | 2        | 58%       |
| 1998 | 4        | 54%       |
| 2002 | 2        | 53%       |
| 2006 | 3        | 55%       |
| 2010 | 2        | 57%       |
| 2014 | 2        | 53%       |
| 2019 | 3        | 56%       |

Az önkormányzati választásokon a választópolgárok több mint fele szokott szavazni. Az átlagos részvételi hajlandóság 55% körül mozgott, ráadásul igen kis kilegngéssel: a legalacsonyabb 2002-ben és 2014-ben volt a választói kedv (53%-53%), a legmagasabb pedig 1994-ben (58%). (Az 1990-es választásokról nem állnak rendelkezésre részletes adatok.)
A jelöltek száma kettő és négy között mozgott, a hivatalban lévő vezető pedig mindig indult a választásokon.
A település lakóinak a száma 2 400 és 2 900 között mozgott és lényegében folyamatosan nőtt. A község lélekszámából fakadóan a képviselő-testület létszáma előbb 9 fős volt, majd a 2010-es önkormányzati reformot követően 6 fős lett. A választójogosultak száma folyamatosan nőtt, 1994-ben 1 900 közelében, 2019-ben pedig 2 300 fölött járt.
Időközi polgármester-választásra nem került sor.
| 1990 | szept.30. | 2 506 | (nincs adat) | (nincs adat) | (nincs adat) | (nincs adat) |
| 1994 | dec.11.   | 2 451 | −55          | 1 886        | 1 102        | 58,4%        |
| 1998 | okt.18.   | 2 506 | +55          | 1 959        | 1 065        | 54,4%        |
| 2002 | okt.20.   | 2 608 | +102         | 2 045        | 1 082        | 52,9%        |
| 2006 | okt.1.    | 2 692 | +84          | 2 134        | 1 183        | 55,4%        |
| 2010 | okt.3.    | 2 748 | +56          | 2 223        | 1 258        | 56,6%        |
| 2014 | okt.12.   | 2 861 | +113         | 2 316        | 1 226        | 52,9%        |
| 2019 | okt.13.   | 2 922 | +61          | 2 328        | 1 312        | 56,4%        |

## Választások
| \| 1990 \| |                                         |          |                 |
| Jelölt     | Jelölt                                  | Szavazat | Szavazat        |
|            | Assenbrenner György –                   | n.a.     | n.a.            |
|            | {{{jelölt2}}} –                         |          | {{{százalék2}}} |
|            | {{{jelölt3}}} –                         |          | {{{százalék3}}} |
|            | {{{jelölt4}}} –                         |          | {{{százalék4}}} |
|            | {{{jelölt5}}} –                         |          | {{{százalék5}}} |
|            | {{{jelölt6}}} –                         |          | {{{százalék6}}} |
|            | {{{jelölt7}}} –                         |          | {{{százalék7}}} |
|            | {{{jelölt8}}} –                         |          | {{{százalék8}}} |
|            | {{{jelölt9}}} –                         |          | {{{százalék9}}} |
|            | további jelöltekről nincs elérhető adat |          |                 |
|            |                                         |          |                 |
| 1990       |                                         |          |                 |

| \| 1994 \| \| Részvétel: 58% \| |                       |                |                 |
| Jelölt                          | Jelölt                | Szavazat       | Szavazat        |
|                                 | Assenbrenner György – | 930            | 85,7%           |
|                                 | Schulcz István –      | 155            | 14,3%           |
|                                 | {{{jelölt3}}} –       |                | {{{százalék3}}} |
|                                 | {{{jelölt4}}} –       |                | {{{százalék4}}} |
|                                 | {{{jelölt5}}} –       |                | {{{százalék5}}} |
|                                 | {{{jelölt6}}} –       |                | {{{százalék6}}} |
|                                 | {{{jelölt7}}} –       |                | {{{százalék7}}} |
|                                 | {{{jelölt8}}} –       |                | {{{százalék8}}} |
|                                 | {{{jelölt9}}} –       |                | {{{százalék9}}} |
|                                 |                       |                |                 |
|                                 |                       |                |                 |
| 1994                            |                       | Részvétel: 58% |                 |

| \| 1998 \| \| Részvétel: 54% \| |                       |                |                 |
| Jelölt                          | Jelölt                | Szavazat       | Szavazat        |
|                                 | Assenbrenner György – | 530            | 51,1%           |
|                                 | Balogh János –        | 211            | 20,3%           |
|                                 | Prohászka Csaba –     | 163            | 15,7%           |
|                                 | Kuli Sándor –         | 133            | 12,8%           |
|                                 | {{{jelölt5}}} –       |                | {{{százalék5}}} |
|                                 | {{{jelölt6}}} –       |                | {{{százalék6}}} |
|                                 | {{{jelölt7}}} –       |                | {{{százalék7}}} |
|                                 | {{{jelölt8}}} –       |                | {{{százalék8}}} |
|                                 | {{{jelölt9}}} –       |                | {{{százalék9}}} |
|                                 |                       |                |                 |
|                                 |                       |                |                 |
| 1998                            |                       | Részvétel: 54% |                 |

| \| 2002 \| \| Részvétel: 53% \| |                       |                |                 |
| Jelölt                          | Jelölt                | Szavazat       | Szavazat        |
|                                 | Szalay István –       | 596            | 56,1%           |
|                                 | Assenbrenner György – | 467            | 43,9%           |
|                                 | {{{jelölt3}}} –       |                | {{{százalék3}}} |
|                                 | {{{jelölt4}}} –       |                | {{{százalék4}}} |
|                                 | {{{jelölt5}}} –       |                | {{{százalék5}}} |
|                                 | {{{jelölt6}}} –       |                | {{{százalék6}}} |
|                                 | {{{jelölt7}}} –       |                | {{{százalék7}}} |
|                                 | {{{jelölt8}}} –       |                | {{{százalék8}}} |
|                                 | {{{jelölt9}}} –       |                | {{{százalék9}}} |
|                                 |                       |                |                 |
|                                 |                       |                |                 |
| 2002                            |                       | Részvétel: 53% |                 |

| \| 2006 \| \| Részvétel: 55% \| |                       |                |                 |
| Jelölt                          | Jelölt                | Szavazat       | Szavazat        |
|                                 | Szalay István –       | 400            | 34,3%           |
|                                 | Kloczka Mihály –      | 391            | 33,5%           |
|                                 | Assenbrenner György – | 375            | 32,2%           |
|                                 | {{{jelölt4}}} –       |                | {{{százalék4}}} |
|                                 | {{{jelölt5}}} –       |                | {{{százalék5}}} |
|                                 | {{{jelölt6}}} –       |                | {{{százalék6}}} |
|                                 | {{{jelölt7}}} –       |                | {{{százalék7}}} |
|                                 | {{{jelölt8}}} –       |                | {{{százalék8}}} |
|                                 | {{{jelölt9}}} –       |                | {{{százalék9}}} |
|                                 |                       |                |                 |
|                                 |                       |                |                 |
| 2006                            |                       | Részvétel: 55% |                 |

| \| 2010 \| \| Részvétel: 57% \| |                  |                |                 |
| Jelölt                          | Jelölt           | Szavazat       | Szavazat        |
|                                 | Szalay István –  | 658            | 52,9%           |
|                                 | Kloczka Mihály – | 585            | 47,1%           |
|                                 | {{{jelölt3}}} –  |                | {{{százalék3}}} |
|                                 | {{{jelölt4}}} –  |                | {{{százalék4}}} |
|                                 | {{{jelölt5}}} –  |                | {{{százalék5}}} |
|                                 | {{{jelölt6}}} –  |                | {{{százalék6}}} |
|                                 | {{{jelölt7}}} –  |                | {{{százalék7}}} |
|                                 | {{{jelölt8}}} –  |                | {{{százalék8}}} |
|                                 | {{{jelölt9}}} –  |                | {{{százalék9}}} |
|                                 |                  |                |                 |
|                                 |                  |                |                 |
| 2010                            |                  | Részvétel: 57% |                 |

| \| 2014 \| \| Részvétel: 53% \| |                          |                |                 |
| Jelölt                          | Jelölt                   | Szavazat       | Szavazat        |
|                                 | dr. Kendéné Toma Mária – | 761            | 62,7%           |
|                                 | Szalay István –          | 452            | 37,3%           |
|                                 | {{{jelölt3}}} –          |                | {{{százalék3}}} |
|                                 | {{{jelölt4}}} –          |                | {{{százalék4}}} |
|                                 | {{{jelölt5}}} –          |                | {{{százalék5}}} |
|                                 | {{{jelölt6}}} –          |                | {{{százalék6}}} |
|                                 | {{{jelölt7}}} –          |                | {{{százalék7}}} |
|                                 | {{{jelölt8}}} –          |                | {{{százalék8}}} |
|                                 | {{{jelölt9}}} –          |                | {{{százalék9}}} |
|                                 |                          |                |                 |
|                                 |                          |                |                 |
| 2014                            |                          | Részvétel: 53% |                 |

| \| 2019 \| \| Részvétel: 56% \| |                          |                |                 |
| Jelölt                          | Jelölt                   | Szavazat       | Szavazat        |
|                                 | dr. Kendéné Toma Mária – | 556            | 43,0%           |
|                                 | Balogh Ágnes –           | 374            | 28,9%           |
|                                 | Oláh József –            | 364            | 28,1%           |
|                                 | {{{jelölt4}}} –          |                | {{{százalék4}}} |
|                                 | {{{jelölt5}}} –          |                | {{{százalék5}}} |
|                                 | {{{jelölt6}}} –          |                | {{{százalék6}}} |
|                                 | {{{jelölt7}}} –          |                | {{{százalék7}}} |
|                                 | {{{jelölt8}}} –          |                | {{{százalék8}}} |
|                                 | {{{jelölt9}}} –          |                | {{{százalék9}}} |
|                                 |                          |                |                 |
|                                 |                          |                |                 |
| 2019                            |                          | Részvétel: 56% |                 |

| Áttekintő táblázat | Áttekintő táblázat         | Áttekintő táblázat         | Áttekintő táblázat         | Áttekintő táblázat | Áttekintő táblázat | Áttekintő táblázat | Áttekintő táblázat |
| Év                 | Megválasztott polgármester | Megválasztott polgármester | Megválasztott polgármester | Szavazat           | Szavazat           | Előny a 2. előtt   | Előny a 2. előtt   |
| Év                 | név                        | szervezet                  | szervezet                  | db                 | Érv.%              | db                 | %                  |
| ------------------ | -------------------------- | -------------------------- | -------------------------- | ------------------ | ------------------ | ------------------ | ------------------ |
| 1990               | Assenbrenner György        |                            | –                          | (nincs adat)       | (nincs adat)       | (nincs adat)       | (nincs adat)       |
| 1994               | Assenbrenner György        |                            | –                          | 930                | 85,7%              | +775               | +71%               |
| 1998               | Assenbrenner György        |                            | –                          | 530                | 51,1%              | +319               | +31%               |
| 2002               | Szalay István              |                            | –                          | 596                | 56,1%              | +129               | +12%               |
| 2006               | Szalay István              |                            | –                          | 400                | 34,3%              | +9                 | <1%                |
| 2010               | Szalay István              |                            | –                          | 658                | 52,9%              | +73                | +6%                |
| 2014               | Kendéné Toma Mária         |                            | –                          | 761                | 62,7%              | +309               | +25%               |
| 2019               | Kendéné Toma Mária         |                            | –                          | 556                | 43,0%              | +182               | +14%               |

| Kiegészítő adatok | Kiegészítő adatok | Kiegészítő adatok | Kiegészítő adatok | Kiegészítő adatok | Kiegészítő adatok |
| Év                | jelöltek száma    | HL?               | Rész- vétel       | Érvényes szavazat | Érvény- telen     |
| ----------------- | ----------------- | ----------------- | ----------------- | ----------------- | ----------------- |
| 1990              | n.a.              | ?                 | (nincs adat)      | (nincs adat)      | (nincs adat)      |
| 1994              | 2                 | ✓                 | 58%               | 1 085             | 1,5%              |
| 1998              | 4                 | ✓                 | 54%               | 1 037             | 2,6%              |
| 2002              | 2                 | ✓                 | 55%               | 1 063             | 1,8%              |
| 2006              | 3                 | ✓                 | 55%               | 1 166             | 1,4%              |
| 2010              | 2                 | ✓                 | 57%               | 1 243             | 1,2%              |
| 2014              | 2                 | ✓                 | 53%               | 1 213             | 1,1%              |
| 2019              | 3                 | ✓                 | 56%               | 1 294             | 1,4%              |

| Összehasonlító táblázat (1994-től) | Összehasonlító táblázat (1994-től) | Összehasonlító táblázat (1994-től) | Összehasonlító táblázat (1994-től) | Összehasonlító táblázat (1994-től) | Összehasonlító táblázat (1994-től) | Összehasonlító táblázat (1994-től) | Összehasonlító táblázat (1994-től) | Összehasonlító táblázat (1994-től) |
| Év                                 | Polgármester-jelölt                | Polgármester-jelölt                | Polgármester-jelölt                | #.                                 | Szavazat                           | Szavazat                           | Szavazat                           | Szavazat                           |
| Év                                 | név                                | szervezet                          | szervezet                          | #.                                 | db                                 | jogosultak arányában               | szavazók arányában                 | érvényes szavazatok arányában      |
| ---------------------------------- | ---------------------------------- | ---------------------------------- | ---------------------------------- | ---------------------------------- | ---------------------------------- | ---------------------------------- | ---------------------------------- | ---------------------------------- |
| 1994                               | Assenbrenner György                |                                    | –                                  | 1.                                 | 930                                | 49,3%                              | 84,4%                              | 85,7%                              |
| 1994                               | Schulcz István                     |                                    | –                                  | 2.                                 | 155                                | 8,2%                               | 14,1%                              | 14,3%                              |
| 1998                               | Assenbrenner György                |                                    | –                                  | 1.                                 | 530                                | 27,1%                              | 49,8%                              | 51,1%                              |
| 1998                               | Balogh János                       |                                    | –                                  | 2.                                 | 211                                | 10,8%                              | 19,8%                              | 20,3%                              |
| 1998                               | Prohászka Csaba                    |                                    | –                                  | 3.                                 | 163                                | 8,3%                               | 15,3%                              | 15,7%                              |
| 1998                               | Kuli Sándor                        |                                    | –                                  | 4.                                 | 133                                | 6,8%                               | 12,5%                              | 12,8%                              |
| 2002                               | Szalay István                      |                                    | –                                  | 1.                                 | 596                                | 29,1%                              | 55,1%                              | 56,1%                              |
| 2002                               | Assenbrenner György                |                                    | –                                  | 2.                                 | 467                                | 22,8%                              | 43,2%                              | 43,9%                              |
| 2006                               | Szalay István                      |                                    | –                                  | 1.                                 | 400                                | 18,7%                              | 33,8%                              | 34,3%                              |
| 2006                               | Kloczka Mihály                     |                                    | –                                  | 2.                                 | 391                                | 18,3%                              | 33,1%                              | 33,5%                              |
| 2006                               | Assenbrenner György                |                                    | –                                  | 3.                                 | 375                                | 17,6%                              | 31,7%                              | 32,2%                              |
| 2010                               | Szalay István                      |                                    | –                                  | 1.                                 | 658                                | 29,6%                              | 52,3%                              | 52,9%                              |
| 2010                               | Kloczka Mihály                     |                                    | –                                  | 2.                                 | 585                                | 26,3%                              | 46,5%                              | 47,1%                              |
| 2014                               | Kendéné Toma Mária                 |                                    | –                                  | 1.                                 | 761                                | 32,9%                              | 62,1%                              | 62,7%                              |
| 2014                               | Szalay István                      |                                    | –                                  | 2.                                 | 452                                | 19,5%                              | 36,9%                              | 37,3%                              |
| 2019                               | Kendéné Toma Mária                 |                                    | –                                  | 1.                                 | 556                                | 23,9%                              | 42,4%                              | 43,0%                              |
| 2019                               | Balogh Ágnes                       |                                    | –                                  | 2.                                 | 374                                | 16,1%                              | 28,5%                              | 28,9%                              |
| 2019                               | Oláh József                        |                                    | –                                  | 3.                                 | 364                                | 15,6%                              | 27,7%                              | 28,1%                              |

## Polgármesterek
| 1990-'94            | 1994-'98            | 1998-'02            | 2002-'06      | 2006-'10      | 2010-'14      | 2014-'19           | 2019-              |
| ------------------- | ------------------- | ------------------- | ------------- | ------------- | ------------- | ------------------ | ------------------ |
| Assenbrenner György | Assenbrenner György | Assenbrenner György | Szalay István | Szalay István | Szalay István | Kendéné Toma Mária | Kendéné Toma Mária |
|                     |                     |                     |               |               |               |                    |                    |
| –                   | –                   | –                   | –             | –             | –             | –                  | –                  |
|                     |                     |                     |               |               |               |                    |                    |

### MTI hírek
- http://archiv1988-2005.mti.hu

A Magyar Távirati Iroda archívuma elérhető a világhálón, abban az 1988 óta megjelent hírek szabadon kereshetők. Ugyanakkor a honlap olyan technológiával készült, hogy az egyes hírekre nem lehet közvetlen hivatkozást (linket) megadni. Így a kereséshez szükséges alapadatok megadásával újra ki kell keresni az adott hírt (cím kulcsszavai, dátum).
1. ↑  1989. május 7-én az 1788 választásra jogosult polgárból 1562 mentek el szavazni (87%). Az önállósodásra kereken 1500 szavaztak, míg az együttmaradásra 55-en. MTI hírek: „Helyi szavazás Kakucson”, Magyar Távirati Iroda, 1989. május 7. (Hozzáférés: 2020. február 20.)